# Chris Pozniak
Chris Pozniak (10 de enero de 1981, Cracovia, Polonia) es un exfutbolista polaco naturalizado canadiense. Su posición era la de defensor. Se retiró como futbolista en el Bryne FK noruego.

## Trayectoria
Pozniak, junto con su familia (sus padres Tadeusz y Elżbieta y su hermana Kinga), emigró a Canadá en 1990.
A la edad de 18 años, comenzó su carrera como futbolista profesional en el Lynx de Toronto. En 2001 fue fichado por el Örebro de la Primera División de Suecia, donde permanecería unos tres años para optar finalmente por jugar en el FK Haugesund de la Segunda División de Noruega hasta el año 2006.
El 22 de noviembre de ese mismo año, el entrenador del Toronto FC, Mo Johnston, anunció los fichajes de Pozniak, Adam Braz y Marco Reda para el inicio de la siguiente temporada. En el tiempo en el cual Pozniak jugó en el Toronto, se desempeñó como defensor y centrocampista, siendo ocasionalmente titular.
El 28 de marzo de 2008, Pozniak fue traspasado al Club Deportivo Chivas USA tras un acuerdo con el San Jose Earthquakes por John Cunliffe. En mayo de ese mismo año, volvió a Canadá para militar en el Vancouver Whitecaps. Sin embargo, en julio de ese mismo año fue a Europa, donde el 7 de agosto de ese mismo año, firmó un contrato por un año con el Dundee escocés. Dejaría el club el 29 de junio de 2009.
El 30 de julio del 2009, Chris Pozniak volvió al Vancouver Whitecaps hasta el año 2010. En ese año volvería a Noruega, más específicamente al FK Haugesund.

## Selección nacional
Pozniak fue internacional con las selecciones de fútbol de Canadá sub-20 y sub-23, y debutó con la selección absoluta de Canadá en el año 2002 frente a Haití. En total, jugó 24 partidos con la misma, sin convertir goles todavía.

## Clubes
| Club                | País           | Año       |
| ------------------- | -------------- | --------- |
| Lynx de Toronto     | Canadá         | 1999-2001 |
| Örebro SK           | Suecia         | 2001-2004 |
| FK Haugesund        | Noruega        | 2004-2006 |
| Toronto FC          | Canadá         | 2007      |
| Chivas USA          | Estados Unidos | 2008      |
| Vancouver Whitecaps | Canadá         | 2008      |
| Dundee FC           | Escocia        | 2008-2009 |
| Vancouver Whitecaps | Canadá         | 2009-2010 |
| FK Haugesund        | Noruega        | 2010-2012 |
| Bryne FK            | Noruega        | 2012      |